# Subsidencia

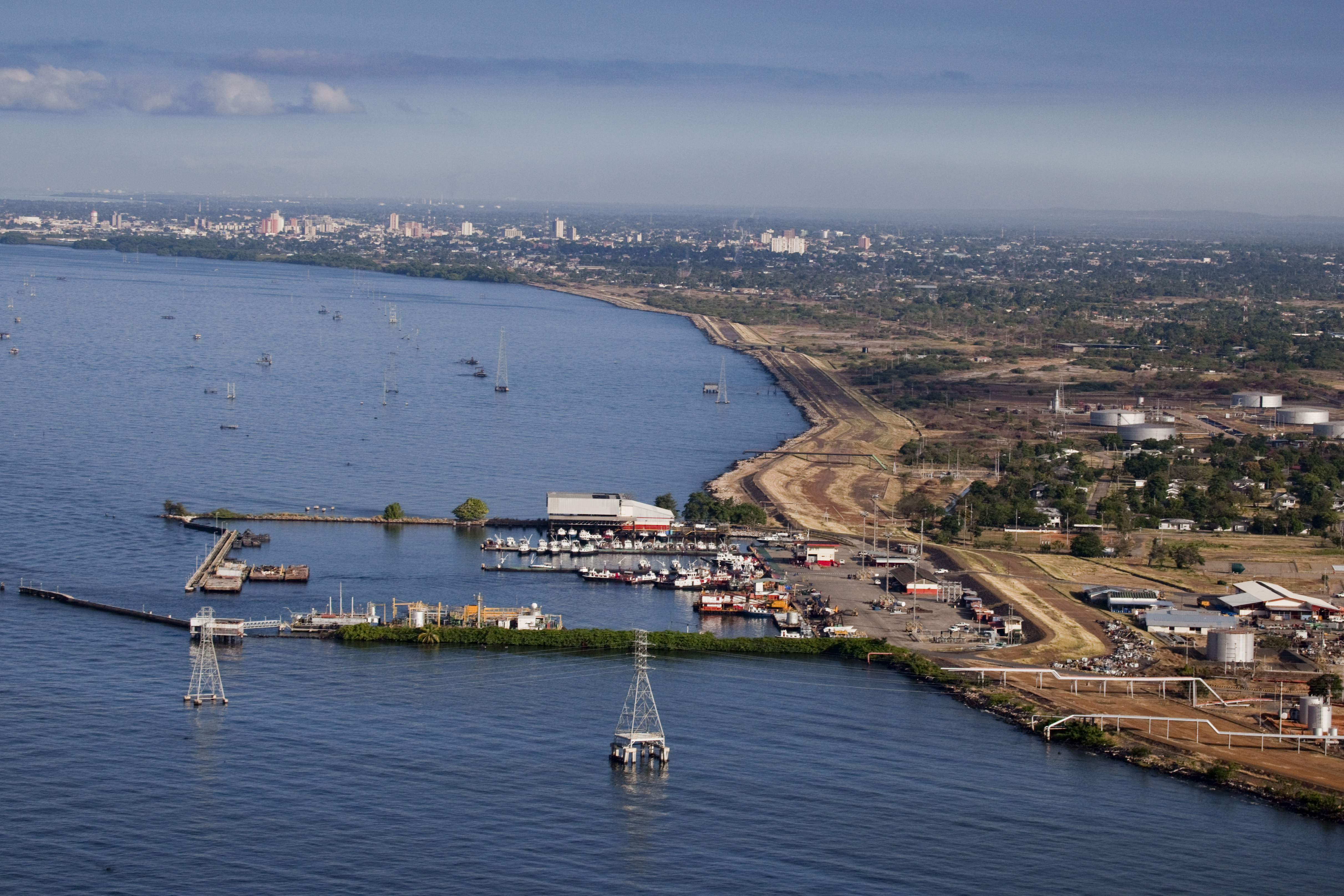
Costa Oriental del Lago de Maracaibo, en el Municipio Lagunillas, en Venezuela, donde se puede ver los efectos de la subsidencia producida por la explotación casi centenaria del petróleo en la zona, que ha obligado a la construcción de un dique alrededor del lago para impedir que se inunde la población con sus aguas.

La subsidencia en geología describe el progresivo hundimiento de una superficie, generalmente de la litosfera, bien sea por el movimiento relativo de las placas tectónicas que incluyen tanto la convergencia de las mismas como su divergencia o, en una escala menor, por el asentamiento del terreno en las cuencas sedimentarias (a menudo acelerado por la acción humana, como es el caso de las cuencas petroleras o la extracción de aguas subterráneas) o por el cese de la actividad volcánica en áreas reducidas en torno a los volcanes propiamente dichos, como sucede en el caso de los atolones. En el caso de la subsidencia, el nivel del mar, como es lógico, sube. El opuesto de la subsidencia es el levantamiento, el cual resulta en un incremento de la altitud de la superficie sólida de nuestro planeta y, en consecuencia, en un descenso del nivel del mar.

## Otras formas de subsidencia
- En meteorología, subsidencia se refiere al movimiento descendente de aire frío de las capas superiores, descenso explicado, precisamente, por el aumento de densidad del aire al enfriarse.
- En oceanografía, se denomina subsidencia al hundimiento de las aguas oceánicas en la zona costera continental (generalmente en las costas orientales de los continentes)  donde las corrientes marinas de este a oeste (ecuatorial y otras) acumulan una gran cantidad de agua que es succionada por la acción del fondo submarino en dirección contraria (de oeste a este) siguiendo el movimiento de rotación terrestre. En otras palabras, lo mismo que sucede en la atmósfera, en la zona intertropical, la corriente ecuatorial se produce como una respuesta, por inercia, a dicho movimiento de rotación terrestre. En realidad, esta es una explicación relativamente simple porque, como se puede ver en el artículo sobre las corrientes oceánicas, la compensación de las aguas en sentido contrario al movimiento de rotación de la Tierra, no solo se realiza por el fondo del océano en la propia zona ecuatorial sino en la superficie, tanto a pequeña escala (que da origen a las contracorrientes ecuatoriales) como a una escala mucho mayor, como es el caso de las corrientes de oeste a este (corriente del Golfo en el Atlántico y corriente de Kuro Shivo en el Pacífico en lo que respecta al hemisferio Norte y la corriente circumpolar en el Hemisferio sur).

## Subsidencia en las zonas de convergencia de las placas tectónicas
Se denomina convergencia de placas tectónicas al choque entre dos placas que se mueven en direcciones opuestas y que dan origen al levantamiento de una placa (generalmente, la continental) y al hundimiento en el manto de la otra placa (generalmente, la placa oceánica). La subsidencia se forma, evidentemente, en la placa submarina, formando lo que se conoce con el nombre de fosa oceánica y en este caso, la subsidencia o hundimiento recibe el nombre de subducción. La fosa sudamericana en la costa del Océano Pacífico (Fosa de Perú-Chile) constituye un buen ejemplo, con una profundidad superior a los 8.000 m bajo el nivel del mar. La más profunda de las fosas oceánicas es la de las islas Marianas, con algo más de 11 000 metros de profundidad.